# Kuri (langue)
Pour les articles homonymes, voir Kuri (homonymie).
Le kuri est une langue d'Indonésie. Elle est classée dans le rameau central-oriental de la branche malayo-polynésienne des langues austronésiennes. Son lexique présente 90 % de similarité avec l'irarutu.